# Гусман де Рохас, Иван
Иван Гусман де Рохас (исп. Iván Guzmán de Rojas; 30 марта 1934 — 26 января 2022) — боливийский художник, учёный-физик, математик и лингвист, известный созданием многоязычной системы перевода Atamiri.

## Ранние годы и академия
Гусман родился в Ла-Пасе в 1934 году в семье художника из Потоси Сесилио Гусмана де Рохаса. Он учился в Американском институте, который окончил в 1952 году. Ещё в старшей школе он заинтересовался наукой, в первую очередь математикой и физикой.
Он изучал инженерное дело в Высшем университете Сан-Андреса и получил исследовательскую стипендию в Германии. Он оставался в Европе около десятилетия, чтобы углубить свои знания в области теоретической физики, применяющей математические модели. После своего возвращения в Боливию в 1967 году он способствовал открытию в Высшем университете Сан-Андреса специальности фундаментальных наук («Математика, физика и химия»). Он создал там первую научно-исследовательскую лабораторию прикладной химии.
В начале 1970-х годов Гусман оставил академическую карьеру из-за репрессий после университетской революции 1970 года и военного переворота Уго Бансера.

## Лингвистические исследования
В 1979 году Гусман начал изучать алгоритмические свойства синтаксиса языка аймара. Это исследование привело к разработке системы Atamiri — программного обеспечения а основе этого языка, позволяющего одновременно осуществлять многоязычный перевод.
В 1985 году под надзором генерального секретаря Организации американских государств Жоау Клементе Баэна Суареша Гусман представил первый прототип системы Atamiri в Вашингтоне, округ Колумбия. К этому времени он мог одновременно переводить с английского на французский, испанский и немецкий, а также с испанского на французский, английский и немецкий.
Гусман проводил презентации и семинары в различных странах мира, посвященные его исследованию языковой инженерии и применению языка аймара на Atamiri. Он также написал различные публикации по этому языку.
Гусман возглавлял исследовательскую группу под названием IGRAL, изучающую языковую инженерию. Группа начала дополнительную работу над системой Atamiri в 2001 году, создав Qopuchawi — многоязычную службу обмена сообщениями с переводом на 30 различных языков.
В 2007 году он написал книгу «Логика аймара и футурология» (Lógica aymara y futurología), в которой упоминал о разработанном на основе его исследований аймара алгебраическом инструменте, применяемом для вычислений и позволяющем представить сценарии будущего.

## Работа в избиркоме
С 1989 по 1999 год он занимал пост вице-президента Национального избирательного суда Боливии. В период с 1991 по 2001 год он руководил проектами компьютеризации избирательной системы и гражданского реестра.
Гусман умер 26 января 2022 года в возрасте 87 лет.

## Опубликованные работы
- 500 años America Latina: Ciclo de conferencias, 1973
- El niño vs. el número, Última Hora, 1979
- Problemática lógico-lingüística de la comunicación social con el pueblo aymara, Centro Internacional de Investigaciones para el Desarrollo, 1982
- Logical and linguistic problems of social communication with the aymara people, International Development Research Centre (Estados Unidos), 1985
- Problèmes de logique et de linguistique qui entravent la communication sociale avec le peuple aymara, Centre de recherches pour le développement international (Canada), 1985
- Lógica aymara y futurología, Imprenta "Santin" Offset Color, 2007